# コスモプリンツ
コスモプリンツ株式会社（こすもぷりんつ）は、埼玉県行田市に本社を置く印刷会社。

## 概要
1953年9月、コスモプリンツの前身である丸山印刷所として創業。総合印刷のほか、Web、サイン関係、ノベルティ制作が主な業務である。

## 事業所
- 本社・工場 - 埼玉県行田市忍2-9-15
- 東京支社 - 東京都豊島区巣鴨1-8-7 コスモ第一ビル2F

## 沿革
- 1953年9月 - 当社前身である丸山印刷所を設立。
- 1962年5月 - 丸山印刷有限会社と改称。
- 1970年7月 - コスモプリンツ株式会社と改称。
- 1974年8月 - 東京支社開設。
- 1990年4月 - 物流センター完成。
- 1995年5月 - DTPシステム導入。
- 2005年
  - 5月 - 新社屋設立。
  - 8月 - ハイデルベルグ菊全4色機導入。